# مبيد

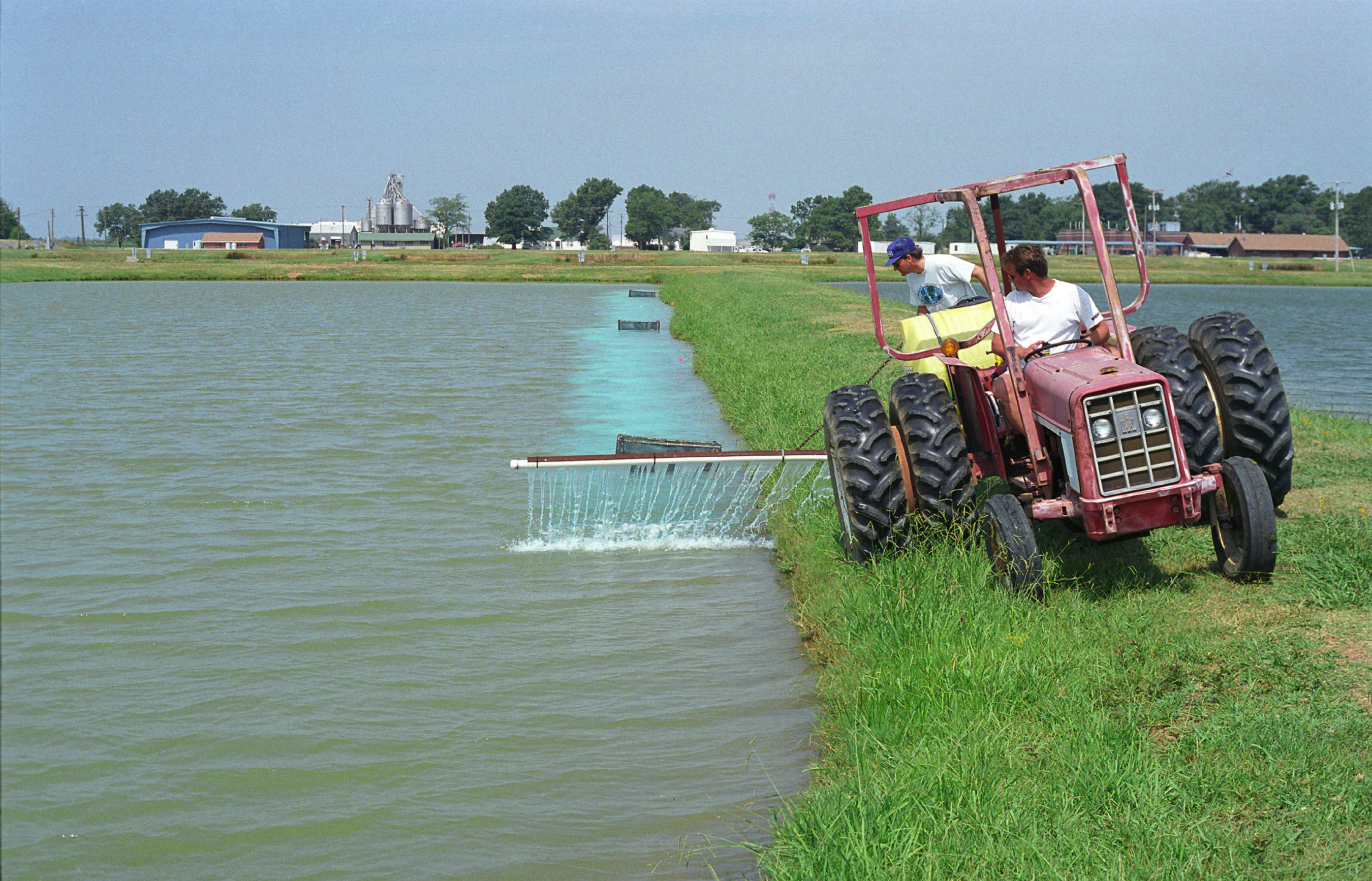

المبيد هو مادة كيميائية أو حيوية (وأحياناً كائن حي) يمكنه قتل أو تثبيط عمل كائن حي آخر. تستعمل المبيدات في الطب الزراعة والغابات الصناعة والمرافق والصناعات الغذائية لأغراض مكافحة كائنات ممرضة أو للتعقيم والنظافة.
من أمثلة المبيدات مبيدات الأعشاب ومبيدات الحشرات والمضادات الحيوية.